# Oxyecous
Oxyecous is een geslacht van rechtvleugeligen uit de familie sabelsprinkhanen (Tettigoniidae). De wetenschappelijke naam van dit geslacht is voor het eerst geldig gepubliceerd in 1935 door Lucien Chopard.

## Soorten
Het geslacht Oxyecous omvat de volgende soorten:
- Oxyecous apertus Ragge, 1956
- Oxyecous lesnei Chopard, 1935
- Oxyecous magnus Ragge, 1956
- Oxyecous undulatus Ragge, 1956